# BoBoiBoy: The Movie
 (juillet 2021).
Série
BoBoiBoy Movie 2
(2019)
Pour plus de détails, voir Fiche technique et Distribution.
BoBoiBoy: The Movie est un film malaisien réalisé par Nizam Razak, sorti en 2016. Il est adapté de la série animée BoBoiBoy et a pour suite BoBoiBoy Movie 2.

## Synopsis
Des extra-terrestres appelés Tengkotak capturent Ochobot. BoBoiBoy et ses amis s'unissent pour le sauver.

## Fiche technique
- Titre : BoBoiBoy: The Movie
- Réalisation : Nizam Razak
- Scénario : Anas Abdul Aziz et Nizam Razak
- Musique : Yuri Wong, Izmil Idris
- Société de production : Animonsta Studios
- Pays :  Malaisie
- Genre : Animation, action, comédie et science-fiction
- Durée : 100 minutes
- Dates de sortie : 
  -  Indonésie : 13 avril 2016

## Doublage
- Nur Sarah Alisya : Yaya
- Anas Abdul Aziz : Yoyo Oo
- Su Ling Chan : Kikita
- Mohd Fathi Diaz : Ochobot
- Nur Fathiah Diaz : BoBoiBoy
- Yap Ee Jean : Ying
- Wong Wai Kay : Fang
- Nizam Razak : Papa Zola
- Muhammad Syaikh Syafiq : Penggemar Ying
- Usamah Widiatmoko : Klamkabot
- Dzubir Mohamed Zakaria : Gopal
- Azman Zulkiply : Bora Ra

## Box-office
Le film a rapporté 20 millions de ringgits au box-office.